# Баторова
Баторова (слч. Bátorová) насељено је мјесто са административним статусом сеоске општине (слч. obec) у округу Вељки Кртиш, у Банскобистричком крају, Словачка Република.

## Становништво
| Година:    | 1994. | 2004.    | 2014.   | 2024.    |
| ---------- | ----- | -------- | ------- | -------- |
| Број људи: | 413   | 371      | 383     | 328      |
| Разлика:   |       | -10,16 % | +3,23 % | -14,36 % |

| Година:    | 2023. | 2024.   |
| ---------- | ----- | ------- |
| Број људи: | 335   | 328     |
| Разлика:   |       | -2,08 % |

Према подацима о броју становника из 2024. године насеље је имало 328 становника.